# نیروگاه هسته‌ای گراولین
نیروگاه هسته‌ای گریولینز (به فرانسوی: Centrale nucléaire de Gravelines) یک نیروگاه هسته‌ای در فرانسه است که در گراولین واقع شده‌است.
این نیروگاه در حدود ۲۰ کیلومتری غرب دانکرک، ۲۵ کیلومتری شرق کاله و ۸۵ کیلومتری شمال غربی لیل قرار دارد. شهرک مرزی موکرون، که یکی از پرجمعیت‌ترین مناطق شهری در فرانسه و بلژیک است (در حدود یک میلیون نفر).
این نیروگاه در مساحت ۱۵۰ هکتار ساخته شده و دارای شش راکتور آب فشرده است که توسط آب دریای شمال خنک می‌شوند. این نیروگاه با مجموع ۵۴۶۰ مگاوات خالص ظرفیت نصب شده و یکی از ده نیروگاه هسته‌ای بزرگ جهان در سال ۲۰۲۲ است. نیروگاه گراولین بزرگ‌ترین نیروگاه هسته ای در فرانسه و اروپای غربی است.